# Компіна
Компіна (пол. Kompina) — село в Польщі, у гміні Неборув Ловицького повіту Лодзинського воєводства.
Населення — 370 осіб (2011).
У 1975-1998 роках село належало до Скерневицького воєводства.

## Демографія
Демографічна структура станом на 31 березня 2011 року:
|          | Загалом | Допрацездатний вік | Працездатний вік | Постпрацездатний вік |
| -------- | ------- | ------------------ | ---------------- | -------------------- |
| Чоловіки | 189     | 27                 | 136              | 26                   |
| Жінки    | 181     | 30                 | 99               | 52                   |
| Разом    | 370     | 57                 | 235              | 78                   |